# Krajní meze
Krajní meze (v anglickém originále The Outer Limits) je americko-kanadský sci-fi televizní seriál, premiérově vysílaný v letech 1995–2002 na stanicích Showtime a Sci-Fi. Jedná se o novou verzi původního seriálu The Outer Limits, který byl vysílán v 60. letech 20. století. Krajní meze nemají souvislý děj, jde o antologický seriál, jehož díly tvoří samostatné příběhy. V sedmi řadách vzniklo celkem 154 epizod. V Česku byl seriál premiérově vysílán od 4. září 1996 na TV Nova. 
Úvodní znělka seriálu byla v českém znění namluvena Radovanem Lukavským. Její překlad se v průběhu seriálu mírně odlišoval, toto je jedna z verzí:
Závada není na vašem přijímači. Nesnažte se srovnat obraz. Vysílání teď řídíme my. Nastavujeme obraz horizontálně i vertikálně. Můžeme vás zaplavit tisícem různých vysílacích kanálů nebo rozvinout jen jeden obraz do křišťálového jasu. A umíme ještě víc, můžeme vám vytvořit vizi čehokoliv, stanete se otroky naší fantazie. Příští hodinu budeme řídit všechno, co uvidíte a uslyšíte. Poznáte bázeň a mystérium, dosahující z nejzazších hlubin vědomí až po krajní meze.

Úvodní znělka seriálu v angličtině namluvená Kevinem Conwayem:
There is nothing wrong with your television set. Do not attempt to adjust the picture. We are controlling transmission. If we wish to make it louder, we will bring up the volume. If we wish to make it softer, we will tune it to a whisper. We will control the horizontal. We will control the vertical. We can roll the image, make it flutter. We can change the focus to a soft blur or sharpen it to crystal clarity. For the next hour, sit quietly and we will control all that you see and hear. We repeat: there is nothing wrong with your television set. You are about to participate in a great adventure. You are about to experience the awe and mystery which reaches from the inner mind to – The Outer Limits.